# Excubitores
Gli Escubitori (in latino excubitores o excubiti, letteralmente "quelli fuori dal letto", cioè "sentinelle"; trascritto in greco come ἐξκουβίτορες o ἐξκούβιτοι) sono attestati da Svetonio come guardie degli imperatori della dinastia giulio-claudia. Intorno al 460, furono riformati dall'imperatore d'Oriente Leone I. I loro comandanti acquisirono ben presto una grande influenza diventando finanche imperatori nel corso del VI secolo. Gli Excubitores non sono più attestati dalle fonti nel tardo VII secolo, ma a metà dell'VIII secolo, furono ricostituiti in una delle unità di élite tagmatiche, il nucleo professionale dell'esercito bizantino nel periodo medio-bizantino. Gli Excubitores sono attestati per l'ultima volta nel 1081.

## Storia
La parola latina excubitores indicava propriamente sentinelle di ogni sorta, ma più specificatamente denotava i soldati della coorte posta a guardia del palazzo dell'imperatore romano. Il loro comandante era denominato tribunus excubitor. Sembra inoltre che gli excubitores scortassero l'Imperatore ogniqualvolta che si recava a svagarsi in case altrui. Secondo il De magistratibus dello scrittore del VI secolo Giovanni Lido gli excubitores, intesi come guardie del palazzo imperiale, furono istituiti dall'imperatore romano Tiberio, e nel VI secolo erano le uniche milizie romane a non vestire "alla barbara", conservando un abbigliamento "alla romana" che la tradizione faceva risalire a Romolo e a Enea. Potrebbero aver costituito un particolare sottogruppo dei vigiles. Nel IV secolo autori quali Lattanzio e Ammiano Marcellino citano gli excubitores come attivi nel 310 e nel 360 rispettivamente; al contrario nella Notitia dignitatum (un documento ufficiale redatto intorno al 395 e aggiornato fino al 425 circa) non compare alcun riferimento a reggimenti denominati excubitores. Tuttavia, secondo la visione predominante nella storiografia moderna, gli excubitores sarebbero stati istituiti ex novo da Leone I intorno al 460, e tutte le fonti che li citano come attivi in epoche anteriori avrebbero fatto uso di un termine letterario dalla valenza non ufficiale; Croke si dissocia da tale interpretazione, ritenendo che gli Excubitores fossero in attività fin dal I secolo e Leone I avesse semplicemente ridefinito le loro mansioni.
Intorno al 460 l'Imperatore Leone I il Trace (r. 457-474) pose gli Excubitores di guardia alle uscite del palazzo, fissandone il loro numero in 300 effettivi. Secondo l'opinione di molti autori moderni, la principale fonte di reclutamento degli excubitores era costituita dai bellicosi Isauri, e Leone intendeva usarli al fine di controbilanciare l'influenza del magister militum Aspar e dei soldati di origini germaniche, che costituivano una larga parte dell'esercito romano-orientale. A differenza dei reggimenti di palazzo delle Scholae Palatinae, posti sotto il controllo del magister officiorum e degenerati in formazioni da parata, gli Excubitores rimasero a lungo una formazione da combattimento efficiente. Inoltre, mentre le Scholae erano disperse per la Tracia e la Bitinia, gli Excubitores avevano sede nel palazzo imperiale e costituivano di fatto l'unica guarnigione di Costantinopoli nel VI secolo. Il loro alto rango è ulteriormente confermato dal fatto che sia ufficiali che Excubitores ordinari erano spesso inviati in missioni speciali, anche a carattere diplomatico, dagli imperatori.

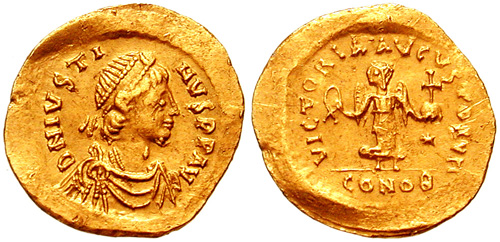
Tremissis dell'Imperatore Giustino I, il primo comandante degli Excubitores a salire al trono.

L'unità era comandata dal Conte degli Escubitori (in latino comes excubitorum; in greco κόμης τῶν ἐξκουβίτων/ἐξκουβιτόρων, komes ton exkoubiton/exkoubitoron), che, in virtù della sua vicinanza all'imperatore, divenne un ufficiale di grande rilievo nel VI e nel VII secolo. Questo incarico, attestato per l'ultima volta intorno al 680, era detenuto in genere da membri stretti della famiglia imperiale, spesso eredi apparenti. Inoltre fu il sostegno dei suoi uomini che assicurò il trono a Giustino I (r. 518-527), che deteneva la carica al tempo della morte di Anastasio I (r. 491-518). In maniera analoga Giustino II (r. 565-578) contò sul sostegno degli excubitores per la sua ascesa al trono senza opposizioni; il loro comes, Tiberio, era un amico intimo che aveva ricevuto quella carica per intercessione di Giustino. Tiberio sarebbe stato il braccio destro dell'imperatore nel corso del suo regno, e alla fine gli succedette al trono come Tiberio II (r. 578-582). Sarebbe stato a sua volta succeduto dal suo comes excubitorum, Maurizio (r. 582-602). Sotto Maurizio, la carica fu detenuta dal cognato Filippico, e sotto Foca (r. 602-610) da Prisco. Un altro potente comes excubitorum fu Valentino, che se lo assicurò durante le lotte interne che caratterizzarono la reggenza dell'imperatrice Martina nel 641, prima di deporla insieme al figlio Eracleona imponendo come imperatore Costante II (r. 641-668). Valentino dominò il nuovo regime, ma il suo tentativo di usurpare il trono nel 644 terminò con l'essere linciato dalla popolazione. Il potere associato a tale carica, e gli intrighi di uomini come Prisco e il futuro usurpatore Valentino, condannò l'incarico alla castrazione e all'eclissi finale nel corso dell'ultima metà del VII secolo.
Dopo un periodo di scomparsa dalle fonti tra la fine del VII secolo e la prima metà dell'VIII secolo, gli Excubitores ricompaiono nelle fonti storiche, sotto un nuovo comandante, il Domestico degli Escubitori (in greco δομέστικος τῶν ἐξκουβίτων/ἐξκουβιτόρων, domestikos ton exkoubiton/exkoubitoron) e in un nuovo ruolo, come una dei tagmata imperiali, l'esercito centrale professionale di élite costituito da Costantino V (r. 741-775). In quanto uno dei tagmata, gli Excubitores non erano più guardie di palazzo, ma un'unità attivamente coinvolta nelle campagne militari. Allo stesso tempo, i tagmata rappresentavano un modo per controbilanciare le armate tematiche delle province e costituiva al contempo un potente strumento per implementare la politica iconoclasta di Costantino V. Nonostante tutto, il probabilmente primo comandante del tagma, Strategio Podopagouros, era tra i leader di un complotto fallito contro la vita di Costantino V nel 766, e fu giustiziato in seguito alla scoperta di tale congiura. A partire dal 780 circa, tuttavia, in seguito ad anni di favore imperiale e di vittorie militari sotto Costantino V e il figlio Leone IV il Cazaro (r. 775-780), i tagmata erano diventati fermi sostenitori della causa iconoclasta. In meno di due mesi dalla morte di Leone IV nel 780, l'imperatrice reggente Irene di Atene dovette sventare un tentativo condotto dal Domestico degli Escubitori per collocare sul trono il secondogenito esiliato di Costantino V Niceforo, e nel 786 Irene disarmò ed esiliò circa 1 500 soldati tagmatici a causa della resistenza da loro opposta alla restaurazione delle icone.

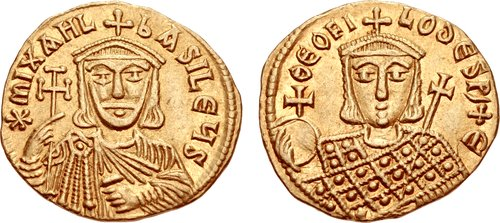
Solidus dell'imperatore Michele II e di suo figlio, Teofilo.

Gli Excubitores presero parte alla disastrosa campagna di Pliska nel 811, in cui l'esercito bizantino fu pesantemente sconfitto dallo Tsar Krum di Bulgaria; il Domestico degli Escubitori cadde sul campo insieme agli altri generali maggiori bizantini, compreso l'imperatore Niceforo I il Logoteta (r. 802-811). Il più importante Domestico degli Escubitori in questo periodo fu Michele II l'Amoriano (r. 820-829), i cui seguaci rovesciarono l'imperatore Leone V l'armeno (r. 813-820) e lo elevarono al trono. Il reggimento combatté inoltre nelle battaglie di Boulgarofigo nell'896 e di Achialo nell'917, entrambe pesanti sconfitte contro i Bulgari. Nella spedizione contro l'Emirato di Creta nel 949, il reggimento partecipò con oltre 700 uomini. Nel 958, gli Escubitori presero parte alla campagna contro un'incursione magiara.
Gli Excubitores presero parte alla fallita campagna di Azaz del 1030, dove furono colti in un'imboscata e dispersi dai Mirdasidi, mentre il loro comandante, il patrikios Leone Choirosphaktes, fu fatto prigioniero. Come la maggior parte dei tagmata, il reggimento degli Escubitori non sopravvisse agli sconvolgimenti del tardo XI secolo, allorquando una combinazione di invasioni straniere e di costanti guerre civili distrussero la maggior parte dell'esercito bizantino. L'ultima attestazione degli Escubitori è nella Alessiade di Anna Comnena, che attesta che presero parte alla Battaglia di Dyrrhachium contro i Normanni nel 1081, sotto il comando di Costantino Opos.

## Struttura
La struttura interna del reggimento originario di excubitores è ignota, a parte il fatto che si trattasse di una unità di cavalleria, e che aveva ufficiali denominati scribones. Lo studioso Warren Treadgold specula che rivestivano un ruolo simile a quello dei decurioni della cavalleria regolare, comandanti 30 uomini ciascuno, ma John B. Bury ha proposto che gli scribones, seppur associati agli excubitores, fossero reggimenti separati.
Nella sua successiva incarnazione come tagma, il reggimento (spesso chiamato collettivamente τὸ ἐξκούβιτον or τὰ ἐξκούβιτα) era strutturato lungo linee standardizzate seguite dagli altri tagmata, con alcune variazioni. Il comandante del reggimento, il Domestico degli Excubitores (spesso abbreviato in "l'Escubitore", ὁ ἐξκουβίτωρ/ἐξκούβιτος) è ben attestato nelle varie liste di offici del IX-X secolo, dove la sua carica risulta essere inoltre detenuta in tandem con quella di capo (dēmarchos) della fazione dell'ippodromo (dēmos) dei Verdi. I Domestici erano in origine di basso rango di corte (meri spatharioi), ma gradualmente crebbero di importanza: mentre nel Taktikon Uspenskij, redatto intorno al 842, il Domestico degli Escubitori veniva dopo tutti i comandanti tematici (stratēgoi) in ordine di precedenza, nel Klētorologion del 899, il Domestico risulta essere di rango superiore rispetto ai stratēgoi dei themata europei e persino all'Eparca di Costantinopoli. Al contempo, per quanto riguarda i titoli di corte detenuti, essi furono promossi a protospatharios e addirittura patrikios.
Il Taktikon dell'Escorial, redatto intorno al 971/75, attesta l'esistenza di un "Domestico degli Escubitori d'Oriente" (δομέστικος τῶν ἐξκουβίτων τῆς ἀνατολῆς), e di un "Domestico degli Escubitori d'Occidente" (δομέστικος τῶν ἐξκουβίτων τῆς δύσεως), nonché di un subalterno "Domestico degli Escubitori". Questo ha condotto all'ipotesi che, probabilmente sotto Romano II (r. 959-963), il reggimento, come le Scholae senior, fu suddiviso in due unità, una per l'Occidente e una per l'Oriente, ognuna condotta dal corrispettivo Domestico. Tuttavia, a differenza delle Scholae, queste designazioni non vengono più attestate da fonti successive, e potrebbero dunque aver avuto una breve esistenza. L'esistenza del subalterno Domestico degli Escubitori è stata messa in dubbio da alcuni studiosi, ipotizzando un possibile errore del copista, mentre invece, secondo Vera von Falkenhausen, esso potrebbe essere stato un ufficiale subordinato al comando degli Excubitores di stanza nelle province; in effetti tali distaccamenti provinciali sono attestati, seppur esclusivamente per i themata di Langobardia nell'Italia meridionale e di Hellas in Grecia.
Il domestikos era assistito da un topotērētēs (τοποτηρητής, let. "facente le funzioni", "luogotenente") e da un chartoularios (χαρτουλάριος, "segretario"). Secondo un passo dell'agiografia di San Gioannicio, nel 773 il reggimento stesso fu suddiviso in almeno diciotto banda, ognuna probabilmente comandata da uno skribōn (σκρίβων). Ognuna di loro era ulteriormente suddivisa in sub-unità condotte da un drakonarios (δρακονάριος, derivante dal tardo romano draconarius), e comprendeva tre classi di portabandiera che fungevano da ufficiali di rango minore: lo skeuophoroi (σκευοφόροι, "portatore dello stendardo"), signophoroi (σιγνοφόροι, cioè i signifer) e sinatores (σινάτορες, dal rango tardo-romano di senator). Vi erano anche gli usuali messaggeri (μανδάτορες, mandatores) sotto il comando di un prōtomandatōr, alcuni dei quali erano anche denominati legatarioi (λεγατάριοι).
La dimensione del tagma degli Excubitores e le sue suddivisioni non possono essere determinate con certezza; come con altri tagmata, gli studiosi hanno opinioni discordanti riguardo alla sua forza numerica. Basandosi sulle liste degli ufficiali e sui resoconti dei geografi arabi Ibn Khurdādhbah e Qudāmah, lo studioso Warren Treadgold ha stimato che alla loro istituzione i tagmata avessero ciascuno circa 4 000 uomini, che per le Scholae e gli Excubitores crebbe a circa 6 000 con la suddivisione dei reggimenti avvenuta a metà X secolo. Altri studiosi, tra cui John Haldon, hanno revisionato le stime proponendo che ogni tagma avesse 1 000 uomini. Per ragioni di sicurezza, sia le Scholae che gli Excubitores erano dispersi nelle guarnigioni nella Tracia e in Bitinia invece di essere stazionati dentro Costantinopoli, in modo da rendere loro più difficile il loro possibile utilizzo in un eventuale colpo di Stato.